# Глуховский городской совет
Глуховский городской совет (укр. Глухівська міська рада) — входит в состав Сумской области Украины. Административный центр городского совета находится в городе Глухов. Также в его состав входит село Слепород.
Председателем городского совета, который возглавляет исполнительную власть в городе, является Бурлака Юрий Александрович. Секретарь городского совета — Солдатов Валентин Семенович. Существует 5 постоянных комиссий, призванных урегулировать различные сферы деятельности Глухова.

## Состав
В городской совет входит 36 депутатов. По результатам выборов, последнего 6 созыва совет сформировали:
- 29 депутатов от Партии Регионов;
- 4 депутатов от партии «Батькивщина»;
- 2 депутата от Компартии Украины;
- 1 депутат от Фронта Перемен.